# Karshomyia setosa
Karshomyia setosa är en tvåvingeart som beskrevs av Boris Mamaev och Nina Krivosheina 1998. Karshomyia setosa ingår i släktet Karshomyia och familjen gallmyggor. Inga underarter finns listade i Catalogue of Life.